# 阿部孝義
阿部 孝義（あべ こうぎ、1936年 - ）は、日本の政治家。山形県大石田町教育委員会教育長、同町長（3期）を歴任。

## 来歴
大石田町出身。1959年。駒澤大学文学部歴史学科卒業。町職員となる。教育委員会教育長の時、文化財の保護に努める登録文化財制度を大石田町が東北北海道で初めて、全国では京都府と京都市、横浜市に次いで4番目に採用することに尽力。助役を歴任した。
2002年12月に町長に初当選。
2006年12月に再選（2期目）。2006および2007年、山形県市町村職員研修協議会副会長。かおり風景100選「大石田町そばの里」推進協議会会長などを歴任。
2010年12月に再選（3期目）。
2011年9月25日、受託収賄の疑いで逮捕された。町が発注した公共工事の指名競争入札をめぐり、阿部は2007年7から8月に尾花沢市の建設会社社長から特定の業者を指名から外すよう依頼を受け、見返りに現金100万円を受け取ったとされる。同年10月3日、町長を辞職。その後起訴された。
同年11月13日、それに伴う出直し町長選が投開票され、無所属新人で前町商工会長の庄司喜与太が無所属新人の前町議の大山二郎を破り初当選した。

## 著作
- 共著『山形の先達者1』1998年3月発行、（財）山形県生涯学習人材育成機構　平成6年・7年度「山形人国記リレー講演」講座録、「小松均」名垣義助（日本画家）,阿部孝義（大石田町教育委員会教育長）